# Borolia basilinea
Borolia basilinea là một loài bướm đêm trong họ Noctuidae.